# 大谷駿斗
大谷 駿斗（おおたに はやと、1997年1月17日 - ）は、石川県白山市出身のプロサッカー選手。Jリーグ・ツエーゲン金沢所属。ポジションはフォワード（FW）。

## 来歴
エスポワール白山FCジュニアユース、白山市立旭丘小学校、白山市立光野中学校、石川県立松任高等学校を経て、金沢学院大学へ進学。金沢学院大では4年次に主将を務めた。
大学在学中の2018年7月、カターレ富山の特別指定選手に承認され、選手登録された。同月16日のJ3第18節ガイナーレ鳥取戦でJリーグ初出場した。
2019年よりカターレ富山に加入。
2020年12月21日、ツエーゲン金沢への完全移籍が発表された。
2022年シーズンは開幕から順調にリーグ戦に出場したが、
同年5月4日に行われたアルビレックス新潟戦で負傷。左膝前十字靭帯、外側半月板断裂で全治約9か月の診断を受けた。復帰に向けてリハビリを続けている中、
同年11月15日、ツエーゲン金沢より2023年の契約更新が行われたことが発表された。

## 所属クラブ
- 旭丘サッカースポーツ少年団
- 松任FCジュニアユース
- エスポワール白山FCジュニアユース（白山市立光野中学校[1]）
- 石川県立松任高等学校
- 金沢学院大学
  - 2018年7月 - 同年12月  カターレ富山（特別指定選手）
- 2019年 - 2020年  カターレ富山
- 2021年 -  ツエーゲン金沢

## 個人成績
| 国内大会個人成績 | 国内大会個人成績 | 国内大会個人成績 | 国内大会個人成績 | 国内大会個人成績 | 国内大会個人成績 | 国内大会個人成績 | 国内大会個人成績 | 国内大会個人成績 | 国内大会個人成績 | 国内大会個人成績 | 国内大会個人成績 |
| 年度             | クラブ           | 背番号           | リーグ           | リーグ戦         | リーグ戦         | リーグ杯         | リーグ杯         | オープン杯       | オープン杯       | 期間通算         | 期間通算         |
| 年度             | クラブ           | 背番号           | リーグ           | 出場             | 得点             | 出場             | 得点             | 出場             | 得点             | 出場             | 得点             |
| 日本             | 日本             | 日本             | 日本             | リーグ戦         | リーグ戦         | リーグ杯         | リーグ杯         | 天皇杯           | 天皇杯           | 期間通算         | 期間通算         |
| ---------------- | ---------------- | ---------------- | ---------------- | ---------------- | ---------------- | ---------------- | ---------------- | ---------------- | ---------------- | ---------------- | ---------------- |
| 2018             | 富山             | 27               | J3               | 8                | 0                | -                | -                | -                | -                | 8                | 0                |
| 2019             | 富山             | 27               | J3               | 22               | 9                | -                | -                | 2                | 0                | 24               | 9                |
| 2020             | 富山             | 11               | J3               | 19               | 2                | -                | -                | -                | -                | 19               | 2                |
| 2021             | 金沢             | 30               | J2               | 40               | 3                | -                | -                | 1                | 0                | 41               | 3                |
| 2022             | 金沢             | 30               | J2               | 13               | 1                | -                | -                | 0                | 0                | 13               | 1                |
| 2023             | 金沢             | 30               | J2               | 18               | 0                | -                | -                | 1                | 0                | 19               | 0                |
| 2024             | 金沢             | 30               | J3               | 30               | 5                | 1                | 0                | 0                | 0                | 31               | 5                |
| 2025             | 金沢             | 30               | J3               |                  |                  |                  |                  |                  |                  |                  |                  |
| 通算             | 日本             | 日本             | J2               | 71               | 4                | -                | -                | 2                | 0                | 72               | 4                |
| 通算             | 日本             | 日本             | J3               | 79               | 16               | 1                | 0                | 2                | 0                | 82               | 16               |
| 総通算           | 総通算           | 総通算           | 総通算           | 150              | 20               | 1                | 0                | 4                | 0                | 155              | 20               |

- 2018年は特別指定選手

出場歴
- Jリーグ初出場 - 2018年7月16日 J3第18節 vsガイナーレ鳥取（富山県総合運動公園陸上競技場）
- Jリーグ初ゴール - 2019年8月31日 J3第21節 vsSC相模原 (富山県総合運動公園陸上競技場)